# Romênia nos Jogos Olímpicos de Inverno de 1964
A Romênia competiu nos Jogos Olímpicos de Inverno de 1964, realizados em Innsbruck, Áustria.